# 55ª edizione dei Directors Guild of America Award
La 55ª edizione dei Directors Guild of America Award si è tenuta il 1º marzo 2003 al Century Plaza Hotel di Los Angeles e ha premiato i migliori registi nel campo cinematografico, televisivo e pubblicitario del 2002. La cerimonia è stata presentata da Carl Reiner. I vincitori sono stati annunciati e premiati da Alan Alda, Kathy Bates, Cate Blanchett, Adrien Brody, LeVar Burton, Gilbert Cates, George Clooney, Leonardo DiCaprio, Michael C. Hall, Salma Hayek, Cheryl Hines, Ron Howard, Michael Keaton, Peter Krause, Daniel Day-Lewis, Julianne Moore, John C. Reilly, Rob Reiner, Martin Sheen, Steven Spielberg e Renée Zellweger.
Le nomination per il cinema sono state annunciate il 21 gennaio 2003. Le restanti candidature sono state annunciate tra il 30 gennaio e il 13 febbraio 2003.

## Cinema

### Film
- Rob Marshall – Chicago
- Stephen Daldry – The Hours
- Peter Jackson – Il Signore degli Anelli - Le due torri (The Lord of the Rings: The Two Towers)
- Roman Polański – Il pianista (The Pianist)
- Martin Scorsese – Gangs of New York

### Documentari[16]
- Tasha Oldham – The Smith Family
- Charles Braverman – Bottom of the Ninth
- Rebecca Cammisa e Rob Fruchtman – Sister Helen
- Malcolm Clarke e Stuart Sender – Prisoner of Paradise
- Leah Mahan – Sweet Old Song (film TV)

## Televisione

### Serie drammatiche
- John Patterson – I Soprano (The Sopranos) per l'episodio Scene da un matrimonio (Whitecaps)
- Dan Attias – Six Feet Under per l'episodio Weekend al canyon (Back to the Garden)
- Paris Barclay – West Wing - Tutti gli uomini del Presidente (The West Wing) per l'episodio Valori tradizionali (Debate Camp)
- Alex Graves – West Wing - Tutti gli uomini del Presidente (The West Wing) per l'episodio Una serata a New York (Posse Comitatus)
- Tim Van Patten – I Soprano (The Sopranos) per l'episodio Sbagli imperdonabili (Whoever Did This)

### Serie commedia
- Bryan Gordon – Curb Your Enthusiasm per l'episodio Povera mamma! (The Special Section)
- James Burrows – Will & Grace per l'episodio Sposami sul serio (prima parte) (Marry Me a Little)
- Larry Charles – Curb Your Enthusiasm per l'episodio Party in piscina (The Nanny from Hell)
- Michael Patrick King – Sex and the City per l'episodio Libri e carte di cuori (Plus One Is the Loneliest Number)
- David Steinberg – Curb Your Enthusiasm per l'episodio Buon Natale, Larry (Mary, Joseph and Larry)

### Film tv e miniserie
- Mick Jackson – Live from Baghdad
- Julie Dash – The Rosa Parks Story
- Howard Deutch – Gleason
- John Frankenheimer – Path to War
- Richard Loncraine – Guerra imminente (The Gathering Storm)

### Soap opera
- Scott McKinsey – Port Charles per la 1433ª puntata
- Larry Carpenter – Una vita da vivere (One Life to Live) per l'8655ª puntata
- Jill Mitwell – Una vita da vivere (One Life to Live) per l'8691ª puntata
- Michael Stich – Beautiful (The Bold and the Beautiful) per la puntata del 19 dicembre 2002
- Frank Valentini – Una vita da vivere (One Life to Live) per l'8656ª puntata

### Trasmissioni musicali e d'intrattenimento
- Matthew Diamond – From Broadway: Fosse
- Marty Callner – Robin Williams: Live On Broadway
- Jerry Foley – David Letterman Show (Late Show with David Letterman) per la puntata del 26 settembre 2002
- Louis J. Horvitz – 74ª edizione della cerimonia dei Premi Oscar
- Glenn Weiss – 56ª edizione dei Tony Award

### Programmi per bambini
- Guy Ferland – Bang bang, sei morto (Bang Bang You're Dead)
- Greg Beeman – Vicky e i delfini (A Ring of Endless Light)
- Thom Eberhardt – I Was a Teenage Faust
- Gregory Hobson – Even Stevens per l'episodio Band on the Roof
- Amy Schatz – Through a Child's Eyes: September 11, 2001

## Pubblicità
- Baker Smith – spot per Canal+ (Black Bands; Visigoths), Fox Sports (Lightning; Wind) e BMW (Clown)
- Dante Ariola – spot per PlayStation 2 (Signs), Lee (Cheese) e Bank of America (Butcher)
- Leslie Dektor – spot per American Express (Crazy Love), America's Second Harvest (Rent or Food) e Verizon Communications (Lady Liberty)
- Craig Gillespie – spot per Citibank (Treadmill), Holiday Inn Express (Snake Bite), Chevrolet (Cops), SBC Telecom (Coffee Machine) e Electronic Data Systems (Suki)
- Noam Murro – spot per Saturn Corporation (Sheet Metal), eBay (Do It eBay) e E-Trade (Pick; Pitch)

## Premi speciali

### Premio alla carriera
- Martin Scorsese

### Premio Frank Capra
- Yudi Bennett

### Premio Franklin J. Schaffner
- Esperanza Martinez

### Robert B. Aldrich Service Award
- Jud Taylor

### Premio per il membro onorario
- John Rich